# 以马忤斯的晚餐 (伦敦)
《以马忤斯的晚餐》是意大利巴洛克大师卡拉瓦乔的一幅画作，创作于 1601 年，现藏于伦敦国家美术馆。
1606年，卡拉瓦乔绘制了另一个版本的《以马忤斯的晚餐》，现藏于米兰。相比之下，人物的手势要克制得多。两个版本中都使用了视觉陷阱技法  。